# Batalla de Adrianópolis (1205)
La batalla de Adrianópolis (1205) fue una de las batallas posteriores al saqueo de Constantinopla en la Cuarta Cruzada. A pesar de la enemistad común contra los bizantinos, el emperador Balduino se enfrentó al zar búlgaro Kaloján al exigirle la entrega de territorios recientemente ocupados. Además, los terratenientes griegos de Tracia ofrecieron al zar la corona imperial a cambio de expulsar a los latinos de la capital. 
La batalla fue una completa victoria búlgara, que destruyó casi por completo al ejército latino y capturó al emperador Balduino, del que nunca se volvió a saber. El dogo Enrico Dandolo llevó las fuerzas restantes de vuelta a Constantinopla y logró contener a los búlgaros hasta la llegada del nuevo emperador, Enrique. Sin embargo, esta derrota quebró el poder franco, acabando con el objetivo de conquistar todo el Imperio bizantino, ya que dio tiempo a los exiliados a organizar la defensa en lo que serían el Despotado de Epiro y el Imperio de Nicea